# 马苏埃科斯德瓦尔德希纳特
马苏埃科斯德瓦尔德希纳特，是西班牙卡斯蒂利亚-莱昂帕伦西亚省的一个市镇。 总面积19平方公里，总人口130人（2001年），人口密度7人/平方公里。